# Karazolol
Karazolol je antagonist/parcijalni inverzni agonist visokog afiniteta (beta blokator) β-adrenergičkog receptora.

## Spoljašnje veze
- Carazolol на 